# Лукавиця (Любачівський повіт)
Лукавиця (пол. Łukawica) — село в Польщі, у гміні Наріль Любачівського повіту Підкарпатського воєводства.
Населення — 330 осіб (2011).
У 1975-1998 роках село належало до Перемишльського воєводства.

## Демографія
Демографічна структура станом на 31 березня 2011 року:
|          | Загалом | Допрацездатний вік | Працездатний вік | Постпрацездатний вік |
| -------- | ------- | ------------------ | ---------------- | -------------------- |
| Чоловіки | 166     | 37                 | 103              | 26                   |
| Жінки    | 164     | 30                 | 86               | 48                   |
| Разом    | 330     | 67                 | 189              | 74                   |